# Keypad-Protokoll
Das Keypad-Protokoll wird in der Kommunikationstechnologie zum Aufruf und zur Steuerung von vermittlungstechnischen Leistungsmerkmalen verwendet. Dabei sendet das Endgerät Steuerungssequenzen und Informationen zur Vermittlungsstelle bzw. die Vermittlungsstelle Informationen, die im Display angezeigt werden sollen, zum Endgerät. Dafür werden Zeichen aus dem Internationalen Alphabet Nr. 5 (IA5) verwendet.
Das Endgerät hat keine Informationen über die zu steuernden Leistungsmerkmale. Dieses „Wissen“ liegt vollständig in der Vermittlungseinrichtung. Das Endgerät sendet nur die über die Telefontastatur eingegebene Tastenkombination für das gewünschte Leistungsmerkmal. In der Vermittlungseinrichtung wird diese Tastenkombination interpretiert und die entsprechende Aktion ausgelöst.
In der analogen Telefontechnik wird die Keypad-Steuerung z. B. zur Bedienung von Voice-Mailboxen eingesetzt. 